# クロロクルオリン

クロロクルオリンに含まれるヘム

クロロクルオリン(chlorocruorin)とは、数種の環形動物、特に海洋多毛類の血漿中に含まれる酸素結合型ヘムタンパク質である。
クロロクルオリンは呼吸色素の一種で酸素の運搬を行う。ヘモグロビンと同様に鉄を核としているが酸素運搬能力はヘモグロビンに劣る。酸素非結合時は緑色を、酸素結合時は赤色を呈する。環形動物のうちケヤリムシ類やゴカイ類の血液中に含まれる。他の環形動物の多くはクロロクルオリンではなくエリトロクルオリンを含む。